# Топачевский, Вадим Александрович
Вадим Александрович Топачевский  (16 июля 1930 — 9 ноября 2004) — советский и украинский зоолог и палеонтолог, териолог, академик НАН Украины (1992), профессор (1982), доктор биологических наук (1970). Заслуженный деятель науки и техники Украины, лауреат премии имени. И. Шмальгаузена НАН Украины (1994).

## Биография
Родился в семье научных работников (родители: Александр Викторович Топачевский и Мария Флориановна Макаревич). Учился на биологическом факультете Киевского университета. Окончил факультет 1953 года. Окончил аспирантуру Института зоологии АН УССР под руководством Ивана Пидопличко. В 1957 году защитил кандидатскую диссертацию, в 1970 году — докторскую диссертацию.
Член-корреспондент АН УССР (с 1978), в 1992 г. был избран действительным членом НАН Украины, Заслуженный деятель науки и техники Украины; Президент Украинского териологического общества.
Сотрудник Института зоологии НАН Украины, с 1973 его директор. Заведующий отделом палеозоологии позвоночных и палеонтологического музея ННПМ НАН Украины, главный редактор журнала «Вестник зоологии». С 1982 года-профессор Киевского университета.
Ушел из жизни 9 ноября 2004 года.

## Научная деятельность
Основные работы ученого по териологии (систематике, филогении, зоогеографии ископаемых и современных млекопитающих) и палеонтологии (микропалеотериология); автор обзора выхохулевых и слепышей в мировой фауне, труда о позднеплиоценовых насекомоядных и грызунов на Украине. В. А. Топачевский является учредителем микропалеотериологической школы на Украине.
Цикл монографических работ ученого и его учеников в этой области отмечен премией им. И. И. Шмальгаузена НАН Украины.

## Известные ученики и соратники
- Скорик, Александра Фёдоровна, териолог, палеонтолог, эволюционист, доктор биологических наук
- Рековец, Леонид Иванович, териолог, палеонтолог, эволюционист, доктор биологических наук
- Емельянов, Игорь Георгиевич, териолог, эколог, диверсиколог, доктор биологических наук
- Семёнов, Юрий Алексеевич, териолог, палеонтолог, эволюционист, кандидат биологических наук
- Несин, Валентин Антонович, териолог, палеонтолог, эволюционист, кандидат биологических наук
- Иванов, Дмитрий Вадимович, териолог, палеонтолог, эволюционист, кандидат биологических наук

## Награды
- Орден «Знак Почёта» (15.07.1980)[4]

## Монографические работы
- Топачевский В. А. Насекомоядные и грызуны ногайской позднеплиоценовой фауны / АН УССР. Ин-т зоологии. — Киев: Наукова думка, 1965. — 164 с.
- Топачевский В. А. Слепышовые (Spacidae) Фауна СССР. Млекопитающие; т. 3, вып.3. — Л.: Наука, 1969. — 248 с.
- Топачевский В. А. Грызуны Таманского фаунистического комплекса Крыма / АН УССР. Ин-т зоологии. — Киев: Наукова думка, 1973. — 236 с.
- Топачевский В. А., Скорик А. Ф. Грызуны раннетоманской фауны Тилигульского разреза / АН УССР. Ин-т зоологии. — Киев: Наукова думка, 1977. — 252 с.
- Топачевский В. А., Скорик А. Ф., Рековец Л. И. Грызуны верхненеогеновых и раннеантропогеновых отложений Хаджибейского лимана. — 1987
- Топачевский В. А., Несин В. А. Грызуны молдавского и хапровского фаунистических комплексов котловинского разреза / АН УССР. Ин-т зоологии им. И. И. Шмальгаузена, Укр. отд-ние Всесоюз. териол. о-ва АН СССР. — Киев: Наукова думка, 1989. — 136 с. — ISBN 5-12-000827-5.
- Топачевский В. А., Скорик А. Ф., 1992 Неогеновые и плейстоценовые низшие хомякообразные юга Восточной Европы — 1992